# Robert Carr, I conte di Somerset
Robert Carr, I conte di Somerset (Wrington, 1587 – Dorset, 17 luglio 1645), è stato un nobile britannico e uno dei favoriti di Giacomo I d'Inghilterra.

## Il favorito del re
Robert Carr nacque a Wrigton, un villaggio del Somerset, nel 1587, da Thomas Kerr (o Carr), di origini scozzesi, e dalla sua seconda moglie, Janet Scott. Attorno al 1601, mentre era il paggio di un piccolo nobile scozzese, George Home, I conte di Dunbar (1556 circa-20 gennaio 1611), incontrò a Edimburgo il poeta e saggista Thomas Overbury.

I due strinsero amicizia e quando Robert decise di intraprendere la carriera di corte Thomas divenne il suo segretario, il suo mentore e il suo consigliere politico.
Nel 1606, probabilmente grazie alle manovre di Thomas, Robert si ruppe una gamba a un torneo cui era presente anche il re Giacomo I d'Inghilterra: questi prese subito in simpatia il giovane, poco meno che ventenne, e non solo gli procurò delle cure, ma decise anche di migliorare la sua istruzione. Robert non aveva grandi doti intellettuali, ma era di bell'aspetto, di buon temperamento e carattere, e questo dovette bastare al sovrano, che lo nominò cavaliere e lo tenne sotto la propria ala.
Nel 1607 il re fu in grado di donargli una prova del proprio affetto più consistente di quella del titolo di cavaliere. Infatti Walter Raleigh aveva rinunciato, tramite uno dei suoi segretari, al vitalizio di cui godeva riguardo ai propri diritti sul castello di Sherborne; in realtà egli aveva fatto in modo che tali diritti alla propria morte andassero al figlio, ma sfortunatamente per lui tale documento fu reso nullo da un vizio procedurale e la proprietà andò nelle mani del re. Su consiglio del proprio Segretario di Stato, Robert Cecil, I conte di Salisbury, Giacomo I donò il castello e le relative terre a Robert: tale decisione venne impugnata dai Raleigh, ma la commissione si pronunciò a favore del re. Il 24 marzo Robert venne nominato Visconte di Rochester e ammesso al Consiglio privato di sua maestà.

## Nella rete degli Howard
Quando Cecil morì nel 1612, re Giacomo ebbe l'idea di governare assumendo il controllo del Consiglio e trasferendo a Robert molti degli incarichi che erano stati del conte; l'incapacità del sovrano di stare dietro agli affari di Stato aprì la strada a diverse fazioni. Il partito degli Howard, formato da Henry Howard, I conte di Northampton, Thomas Howard, I conte di Suffolk, suo genero William Knollys, I conte di Banbury (1544-25 marzo 1632), Charles Howard, I conte di Nottingham, e Thomas Lake (1567-17 settembre 1630), prese presto il controllo di buona parte del governo. Robert, che era poco esperto degli affari di governo che ora pendevano su di lui e che spesso doveva avvalersi dell'aiuto dell'amico Thomas per districarsi in mezzo alle carte, cadde dentro la rete degli Howard. Questo accadde dopo che egli ebbe iniziato una relazione con Frances Howard, nipote del conte di Northampton, che era già sposata con Robert Devereux, III conte di Essex. Il 25 settembre 1613, con il beneplacito del re, Frances ottenne l'annullamento delle proprie nozze e tre mesi dopo, nel giorno di Santo Stefano, lei e Robert convolarono a nozze.
Gli Howard però non si fidavano di Oversbury: sapevano che lui non si fidava di loro, che aveva ancora una grande influenza su Robert e che certamente non approvava le nozze; decisero allora che era il caso di cacciarlo dalla corte. Gli Howard fecero in modo di screditarlo agli occhi del re, che lo spedì come ambasciatore presso la corte di Michele di Russia. Tali incarichi non si potevano rifiutare, perché farlo sarebbe apparso come un tradimento. Eppure fu proprio quel che fece Thomas, che declinò l'incarico desiderando rimanere al fianco dell'amico. Il 22 aprile 1613 egli fu condotto alla Torre di Londra, dove rimase fino alla morte avvenuta cinque mesi dopo, il 15 settembre, per cause che vennero definite come naturali. Subito dopo Robert venne insignito di nuovi onori: il 3 novembre ricevette il titolo di Conte di Somerset, il 23 dicembre fu nominato Tesoriere di Scozia e nel 1614 Lord Ciambellano.

## Il processo per omicidio
Robert e il re continuarono il loro stretto rapporto fino al 1615, anno in cui un litigio li fece separare e Giacomo lo rimpiazzò con George Villiers, I duca di Buckingham; il sovrano scrisse anche una lettera dove elencava le mancanze di Robert, compreso il fatto che egli si fosse allontanato dalle sue stanze nonostante il suo parere contrario. Robert comunque mantenne ancora una parte degli incarichi, finché nel mese di luglio non venne scoperto che Overbury era morto avvelenato. Per far luce sulla vicenda venne istituito un processo presieduto da Francesco Bacone e da Edward Coke: quattro persone, considerate agenti materiali, vennero condannate all'impiccagione e infine anche Robert e la moglie dovettero presentarsi innanzi alla corte.
Quest'ultima confessò quasi subito e i dubbi sulla sua colpevolezza non furono molti, mentre la posizione di Robert non fu mai ufficialmente chiarita e ormai non lo sarà più. Egli si dichiarò sempre innocente e su di lui non vi furono altro che prove indiziarie: l'ipotesi migliore lo vede come una sorta di strumento inconsapevole. Il re, forse temendo delle dichiarazioni inopportune da parte dell'ex favorito, gli scrisse più volte pregandolo di dichiararsi colpevole in cambio del perdono reale. In ogni caso Giacomo lasciò che le cose seguissero il loro corso. Marito e moglie vennero entrambi dichiarati colpevoli e, benché la sentenza non venisse poi effettivamente applicata, rimasero nella Torre fino al gennaio del 1622, quando Frances venne perdonata. Robert invece rifiutò di comprare il perdono con delle concessioni, e infatti non lo ottenne fino al 1624.

Ritiratosi a vita privata, Robert morì nel suo castello nel Dorset il 17 luglio 1645. L'unica figlia avuta dalla moglie fu Anne Carr, contessa di Bedford (9 dicembre 1615-10 maggio 1684).

## Nella cultura popolare
L'ascesa e la caduta di Robert Carr e la sua relazione con Thomas Overbury sono l'argomento del romanzo del 1930 di Rafael Sabatini The Minion (1931). Laurie Davidson interpreta Robert Carr nella miniserie britannica Mary & George.